# Bonus Musaemura Zimunya
Bonus Musaemura Zimunya (Umtali, 1949. november 14.–) zimbabwei költő.

## Életútja
Munkáit elsősorban angol, ritkábban sona nyelven alkotja. 1975-ben elhagyta az egykori Rhoodesiát, mivel egy tüntetés miatt rövidebb időre börtönbe került. Később visszatért hazájába, s a hararei egyetemen lett tudományos kutató. Versei először folyóiratokban (Two Tone, Rhodesian Poetry stb.), később önálló kötetekben jelentek meg. Költészetében a hazája múltját és jelenét idéző témák allegorikus-mitikus képalkotási technikával párosulnak. Egy fontos antológia szerkesztése is az jórészt az ő nevéhez köthető: And Now The Poets Speak (És ma a költők megszólalnak, 1981), amelynek árulkodó az alcíme: Költemények, amelyeket a Zimbabwéért folytatott harc ihletett (Mudereri Khadhanival közösen). Másik, Kofi Anyidohóval és Peter Porterrel közösen szerkesztett antológiájának címe: Fate of Vultures (A keselyűk sorsa, 1988).  Verseskötetei: Zimbabwe Ruins (Zimbabwei pusztulások, 1979); Thought Tracks (Gondolatnyomok, 1982); Kingfischer, Jikinya and Other Poems (Királyi halász, Jikinya és más költemények, 1982); Perfect Poise (Tökéletes egyensúly, 1993); Selected Poems (Válogatott költemények, 1995). Night Shift (Éjszakai műszak, 1993) című kötetében a városi szegénység életét állította párhuzamba a forradalom után meggazdagodott réteg életével. Kritikai műve: Those Years of Drought and Hunger: The Birth of African Fiction in English in Zimbabwe (A szárazság és az éhség évei: az angol nyelvű afrikai regény születése Zimbabwében, 1982).